# Almazne
Almàzne (en ucraïnès: Алмазне, rus: Алмазное, Almàznoie) és un poble de la República Autònoma de Crimea a Ucraïna, que el 2014 tenia 423 habitants. Pertany al districte rural de Sovetski.